# 하늘의 눈

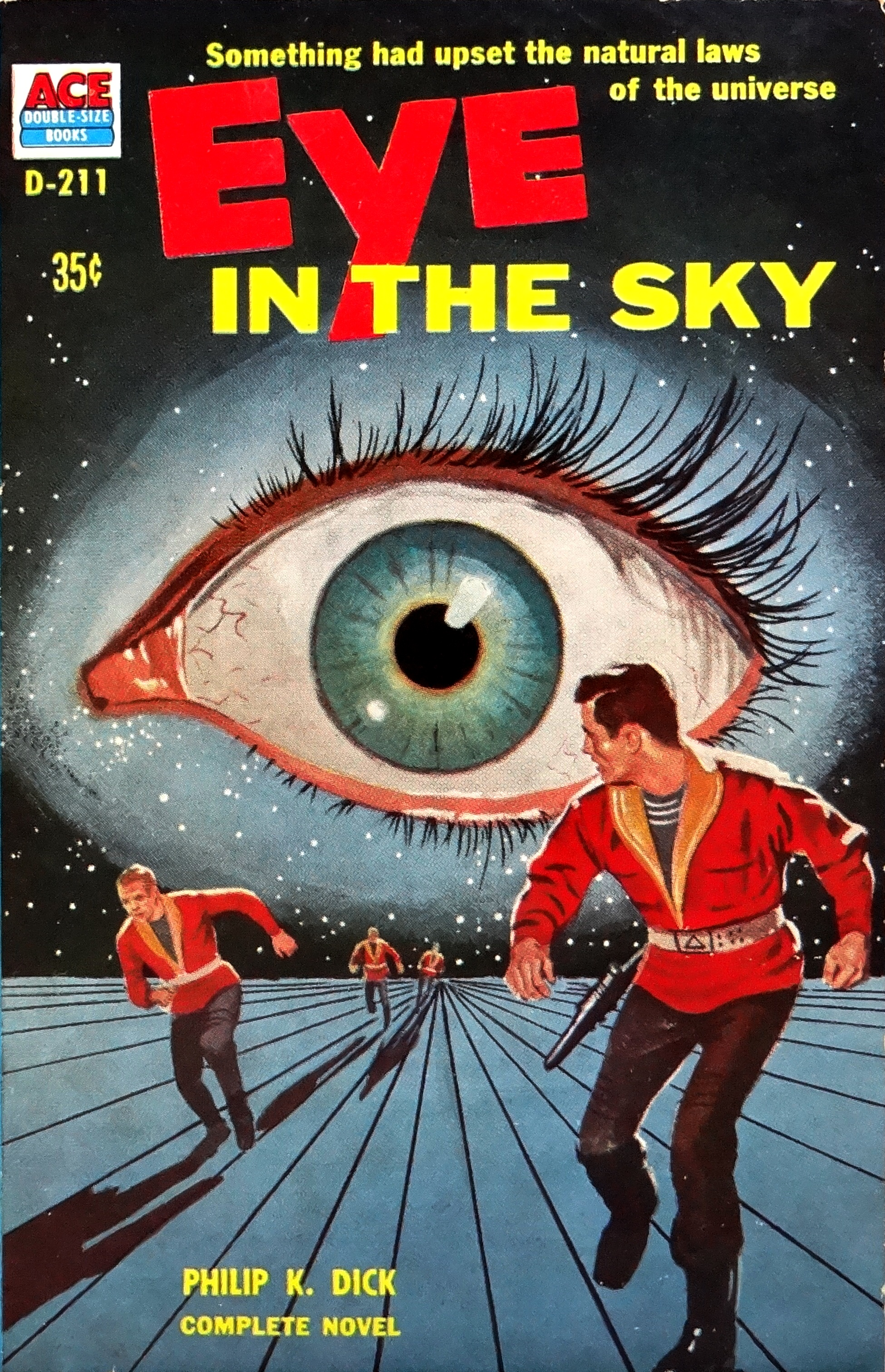

하늘의 눈(Eye in the Sky)은 미국의 SF소설가 필립 K. 딕의 소설이다. 평행 우주 테마의 대표적인 작품이자 필립 딕의 대표적인 블랙 코미디로 손꼽힌다.